# I Cshonszu
I Cshonszu (hangul: 이천수, handzsa: 李天秀, RR: Lee Chun-soo; Incshon, 1981. július 9. –) dél-koreai válogatott labdarúgó.

## Pályafutása

### Klubcsapatban
2001 és 2003 között az Ulszan Hyundai csapatában játszott. 2003-ban Spanyolországba szerződött a Real Sociedad együtteséhez, ahol egy évig játszott, majd kölcsönadták a szintén spanyol Numanciának egy évre. 2005 és 2007 között az Ulszan Hyundaiban szerepelt ismét. 2007-től 2009-ig a holland Feyenoord játékosa volt, de kétszer is kölcsönadták, 2008-ban a Szuvon Samsung Bluewingsnak, mellyel bajnoki címet szerzett és 2009-ben a Csonnam Dragonsnak. 2009 és 2010 között a szaúdi Al-Nasszr FC, 2010 és 2011 között a japán Omija Ardija csapatát erősítette. 2013 és 2015 között az Incshon United együttesében szerepelt. 

### A válogatottban
2000 és 2008 között 79 alkalommal játszott a dél-koreai válogatottban és 21 gólt szerzett. Tagja volt az 2000. és a 2004. évi nyári olimpiai játékokon szereplő válogatott keretének és részt vett a 2002-es CONCACAF-aranykupán, a 2002-es és a 2006-os világbajnokságon, a 2000-es és a 2007-es Ázsia-kupán. Utóbbi két tornán bronzérmet szerzett.

## Sikerei, díjai
Ulszan Hyundai
- Dél-koreai bajnok (1): 2005

Szuvon Samsung Bluewings
- Dél-koreai bajnok (1): 2008

Feyenoord
- Holland kupagyőztes (1): 2007–08

Dél-Korea U23
- Ázsia-játékok bronzérmes (1): 2002

Dél-Korea
- Ázsia-kupa bronzérmes (2): 2000, 2007